# Зубков, Иван Васильевич
Иван Васильевич Зубков (ок 1863, Дерягино (Вязниковского уезда Владимирской губернии в настоящее время Ивановская область) — после 1916, Палех) — русский художник — график, иконописец, стенописец, один из ведущих художников — платьечников. Основоположник палехского варианта «фряжского» стиля в иконописи, конца XIX — начала XX века, Представитель династии художников—иконописцев Зубковых XVIII—XX века.

## Биография

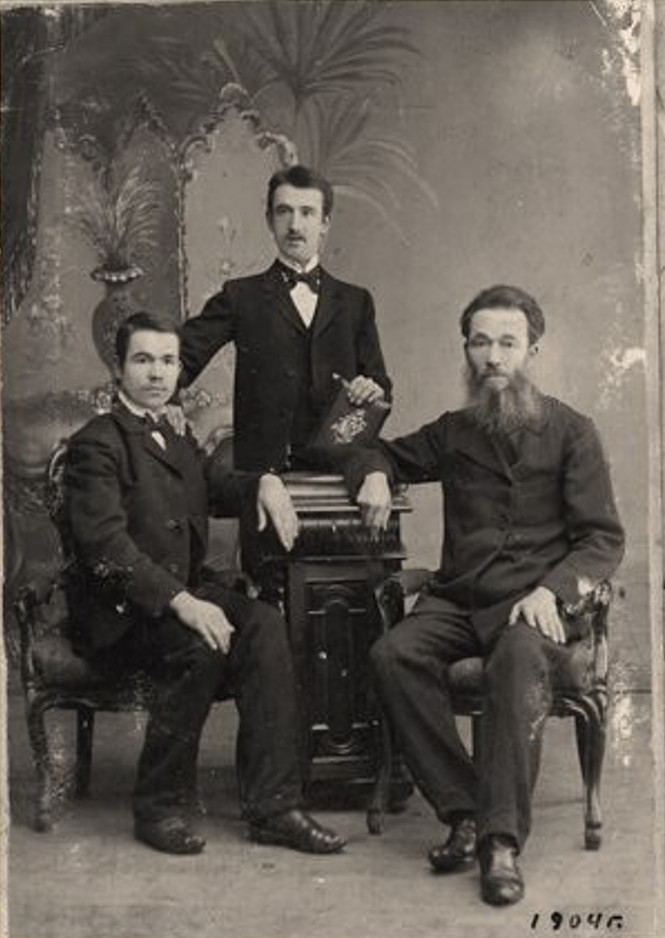
Династия иконописцев — Зубков Иван Васильевич с сыновьями Александром (слева) и Иваном (в центре), 1904 г.

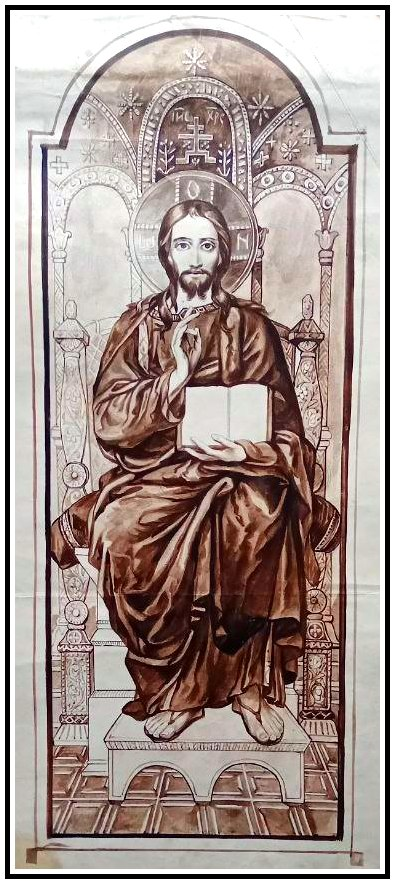
Иисус Христос. Копия с росписи В. Васнецова. Выполнена во время реставрационных работ в Киево-Печерской лавре в период с 1890 по 1901.

Зубков Иван Васильевич родился около 1863 года в деревне Дерягино (Владимирской губернии). Он происходил из потомственной семьи иконописцев Зубковых. В областных архивных документах XVIII века упоминаются, проживавшие в Дерягино иконописцы — его отец — Василий Арсентьевич и дед — Арсентий Тимофеевич Зубковы.
Он женится на Елизавете Александровне — из рода иконописца Белоусовых. В семье рождается восемь детей.
Сыновья Иван 1883 года рождения и Александр 1885, а впоследствии и дочь Ивана Тамара (1917—1973) также станут иконописцами — продолжателями династии.

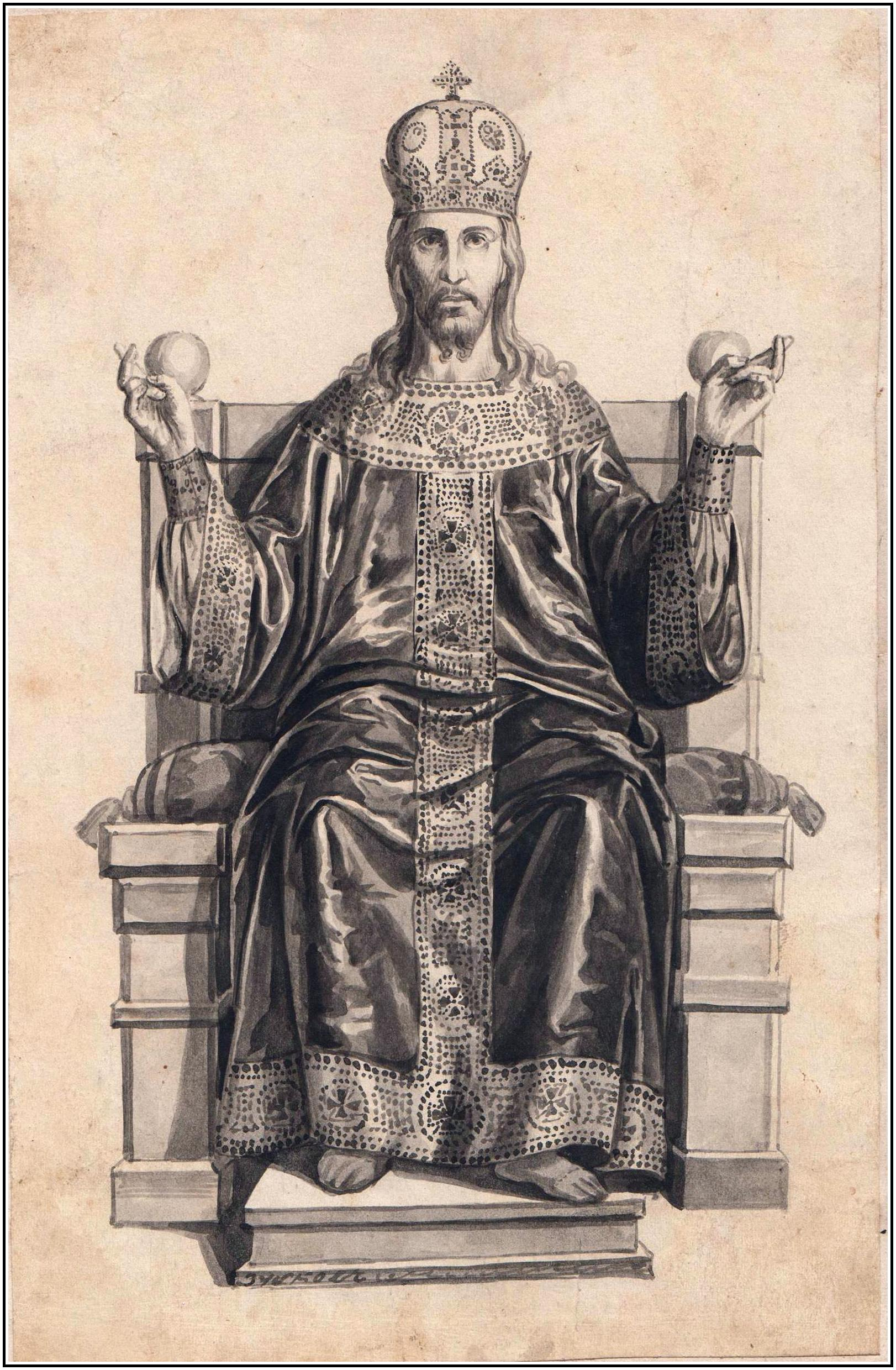
Зубков И. В. — один из ведущих художников платьечников (мастер по изображению одежды). Эскиз к росписи храма.

В расположенном неподалеку селе Палех, братья Белоусовы организовывают художественную мастерскую, специализирующуюся на росписи храмов и иконописи. Они нанимают в артель местных художников иконописцев. Зубков становиться одним из ведущих художников мастерской Белоусовых.
Одним из первых заказов мастерской в 1882 году становится престижный подряд на роспись стен Грановитой палаты в Москве.
Иван Зубков зарекомендовал себя, прежде всего, как мастер — платьечник — мастер по изображению одежды, в то же время хозяева мастерской его ценили как универсального художника, способного полностью выполнить заказ и не привлекать к его выполнению разных профильных мастеров. Большинство графических работ художника выполнены в стиле гризайль с использованием карандаша, сажи или сепии. Это, как правило, работы на религиозную тематику, эскизы к росписям храмов.
В 1889 году в результате пожара было уничтожено все имущество семьи художника. На долгие году он попадает в зависимость от работы в мастерской Белоусовых. Артель переезжает в Самару. Зубков участвует в росписях храмов в Самарской губернии и других районах России.
Среди работ, выполненных художниками мастерской Белоусовых: роспись кафедрального Воскресенского, Казанского соборов, храмов Иверского женского монастыря, Ильинской церкви, церквей в самарских селах Екатериновка, Семёновка, Большая Глушица, Берёзовый Яр, иконостасы соборного храма в самарском Николаевском мужском монастыре, шестиярусный иконостас церкви в честь Воздвижения Креста Господня в Палехе и иконы для Свято-Троицкого женского монастыря Бузулукского уезда Самарской губернии.
В 1895 году в Самару переезжает и его старший сын Зубков, Иван Иванович (художник)|Иван]] для совершенствования своего иконописного и монументального мастерства и выполнения заказов артели, а позже и Александр
.
К середине 1890-х годов Иван Васильевич Зубков скопил деньги на новый дом и переезжает с семьей в Палех, однако, до начала XX века он продолжает работать в мастерской братьев Белоусовых.
Зубков Иван Васильевич умер после 1916 года а Палехе, где и похоронен на старом кладбище церкви Ильи Пророка. Точное место захоронения неизвестно.
В начале 1990 годов правление Палехского Отделения Союза Художников России выступило с инициативой о составлении единого списка палехских художников с установлением их дат жизни и точного места захоронения. Однако эта инициатива не получила развития.

## Новый стиль
Иван Зубков, при участии иконописцев мастерской, разработал свой собственный — «фряжский» стиль в иконописи Палеха, который нашёл свое развитие в конце XIX — первой половине XX века.

«Этот Иван Васильевич выработал свой образный стиль — фряжский, наиболее близкий к реализму и, надо сказать, довольно интересный. И вот этот характер работы унаследовал сын его Иван и сумел на папье-маше этот характер увязать со стилем знаменитых палехских акафистов, одухотворить этот стиль».— Палех. Вихрев Ефим Федорович
Он возник в результате объединения классических — академических, палехских живописных традиций и иконописных приемов. Позже он будет дополнен сыновьями Ивана Васильевича Зубкова, добавивших в него элементы народности и вольности. Новый стиль найдет свое отражение в работах, созданных Артелью древней живописи. Художники артели выполняли росписи в технике лаковой миниатюры. Их экспонаты завоевали Гран-при на Международной выставке искусств в Париже в 1925 году, а в настоящее время представлены в коллекциях Третьяковская галерея, Русского музея и других музеях.

## Династия иконописцев и художников Зубковых[10]
В истории русского искусства есть сведения о следующих художниках династии Зубковых:
- Зубков, Арсентий Тимофеевич (XVIII — XIX век) — иконописец.
- Зубков, Василий Арсентьевич — иконописец XIX века.
- Зубков, Иван Васильевич (ок 1863 — после 1916) — иконописец — разработчик «фряжскогого» стиля в иконописи Палеха.
- Зубков, Иван Иванович (1883—1938), иконописец, художник лаковой миниатюры. Один из основателей Артели древней живописи «по росписи изделий из папье-маше».
- Зубков, Александр Иванович (1885—1938), иконописец, художник лаковой миниатюры. Учился в мастерской И. В. Белоусова. В 1938 году был репрессирован. Председатель Артели древней живописи «по росписи изделий из папье-маше».
- Зубкова, Тамара Ивановна (1917—1973) — дочь И. И. Зубкова, художник лаковой миниатюры.
- Кукулиева, Калерия Васильевна (внучка И. И. Зубкова) — художник лаковой миниатюры. Родилась в 1937 году. Заслуженный художник РСФСР (1974). Народный художник России (1999). Награждена дипломом первопечатника Ивана Федорова (1975), удостоена Большой Золотой медали международной выставки книги (1977), ордена «Кирилла и Мефодия» I степени (1978), лауреат Государственной премии РФ (1996). Член Союза Художников России с 1966 года. Окончила Палехское художественное училище в 1957 году. Один из лучших мастеров книжного оформления[11].

## Галерея работ

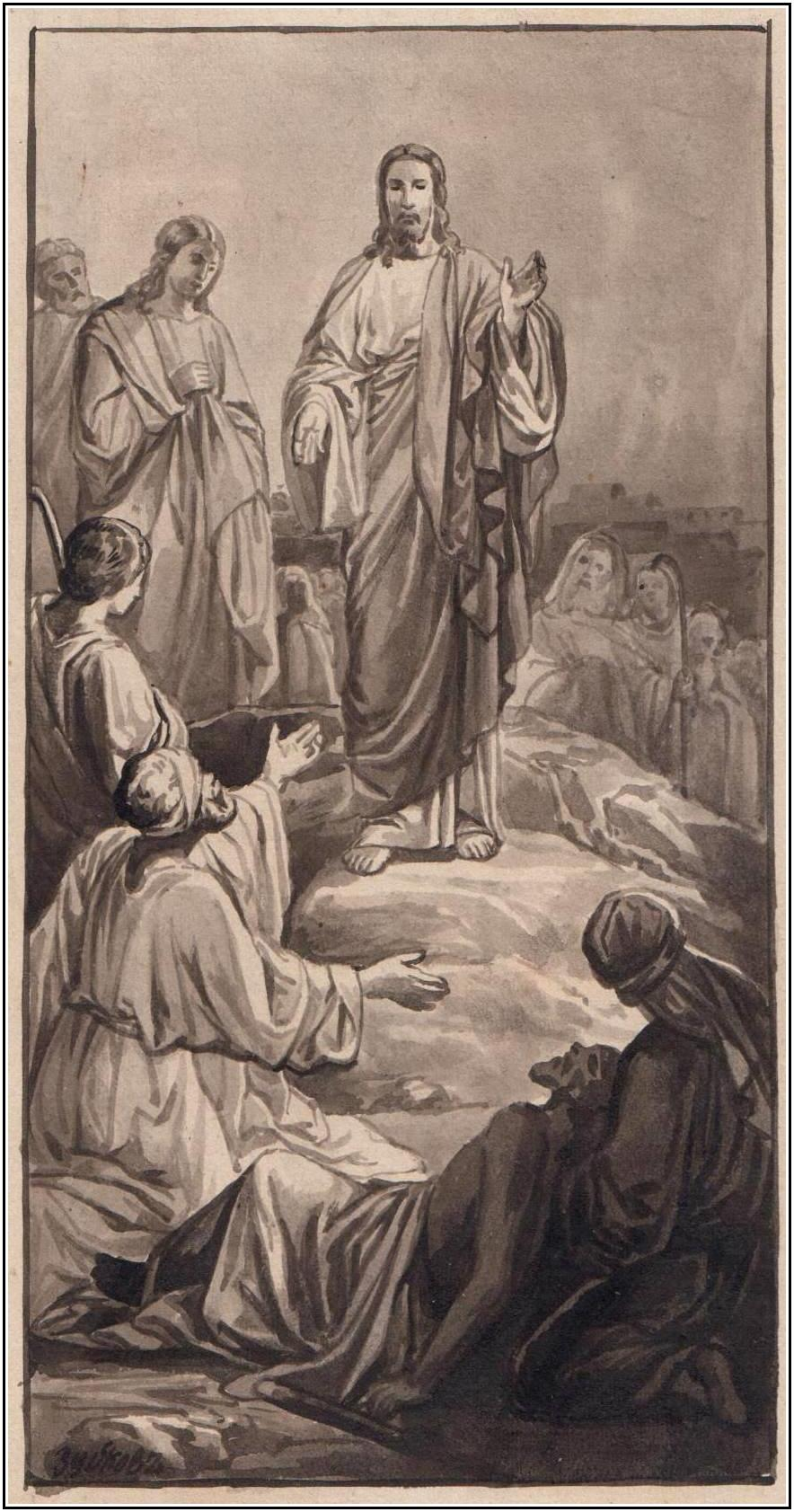
Нагорная проповедь Иисуса Христа.
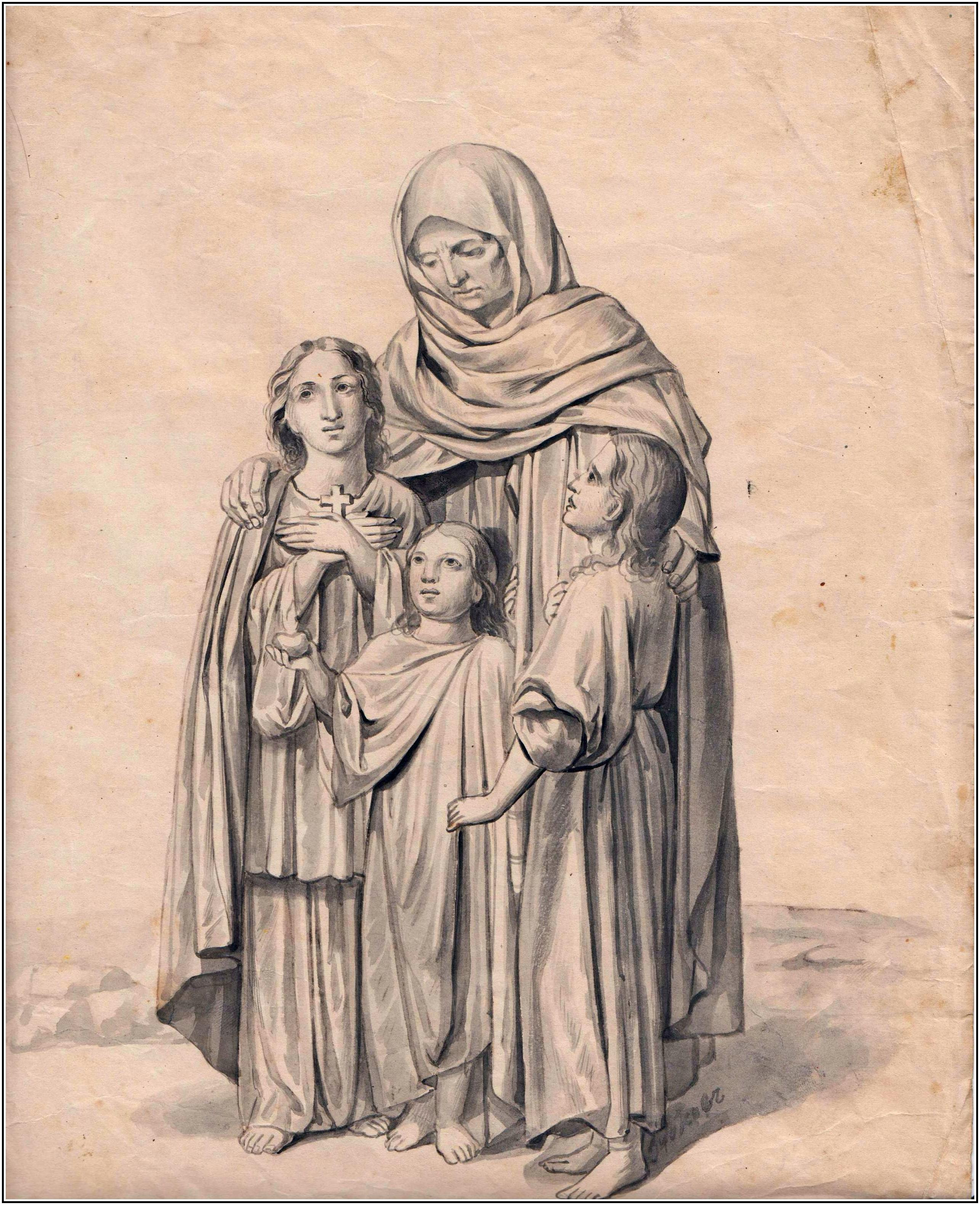
Вера, Надежда, Любовь.
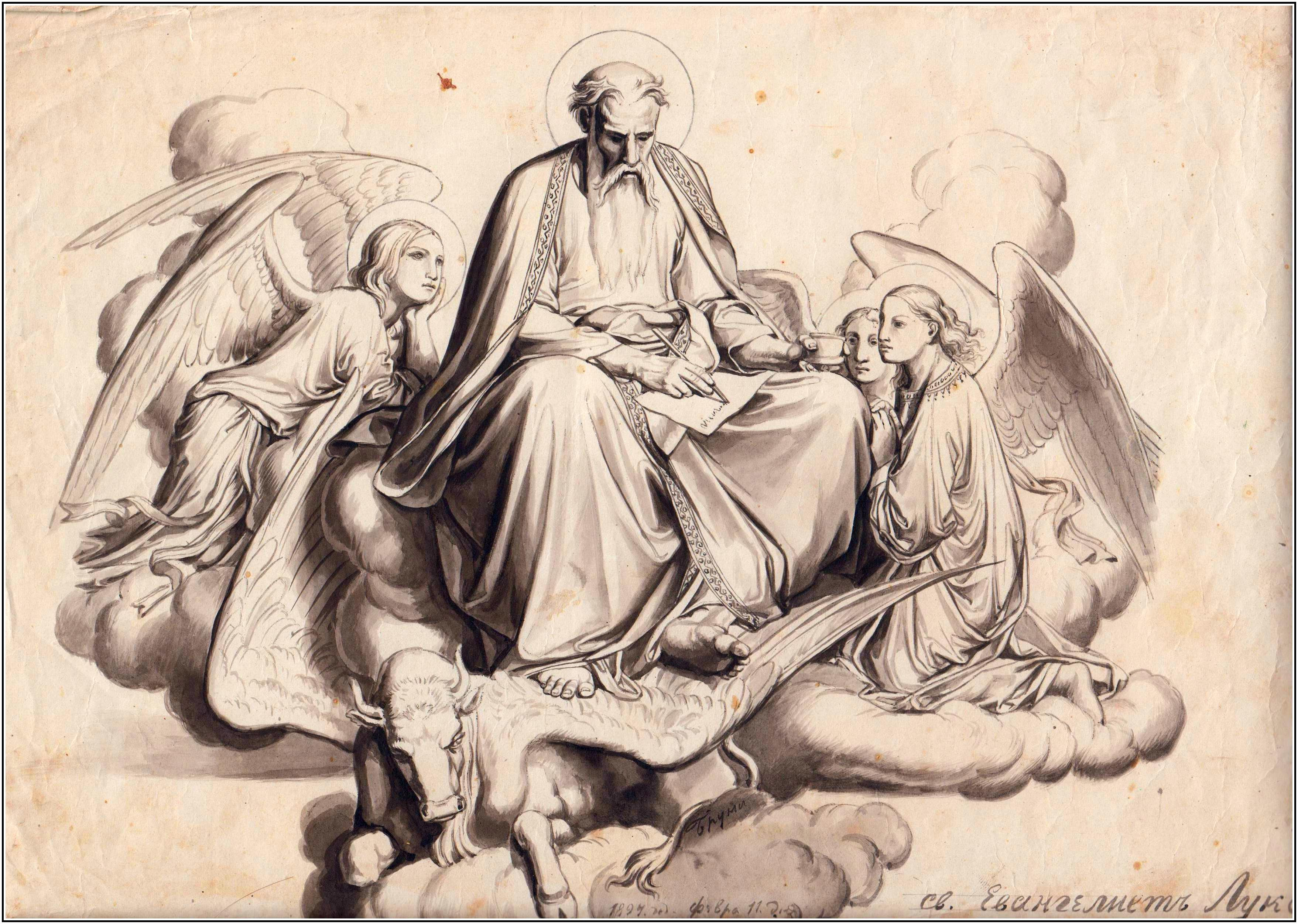
Святой Евангелист Лука, 1897.
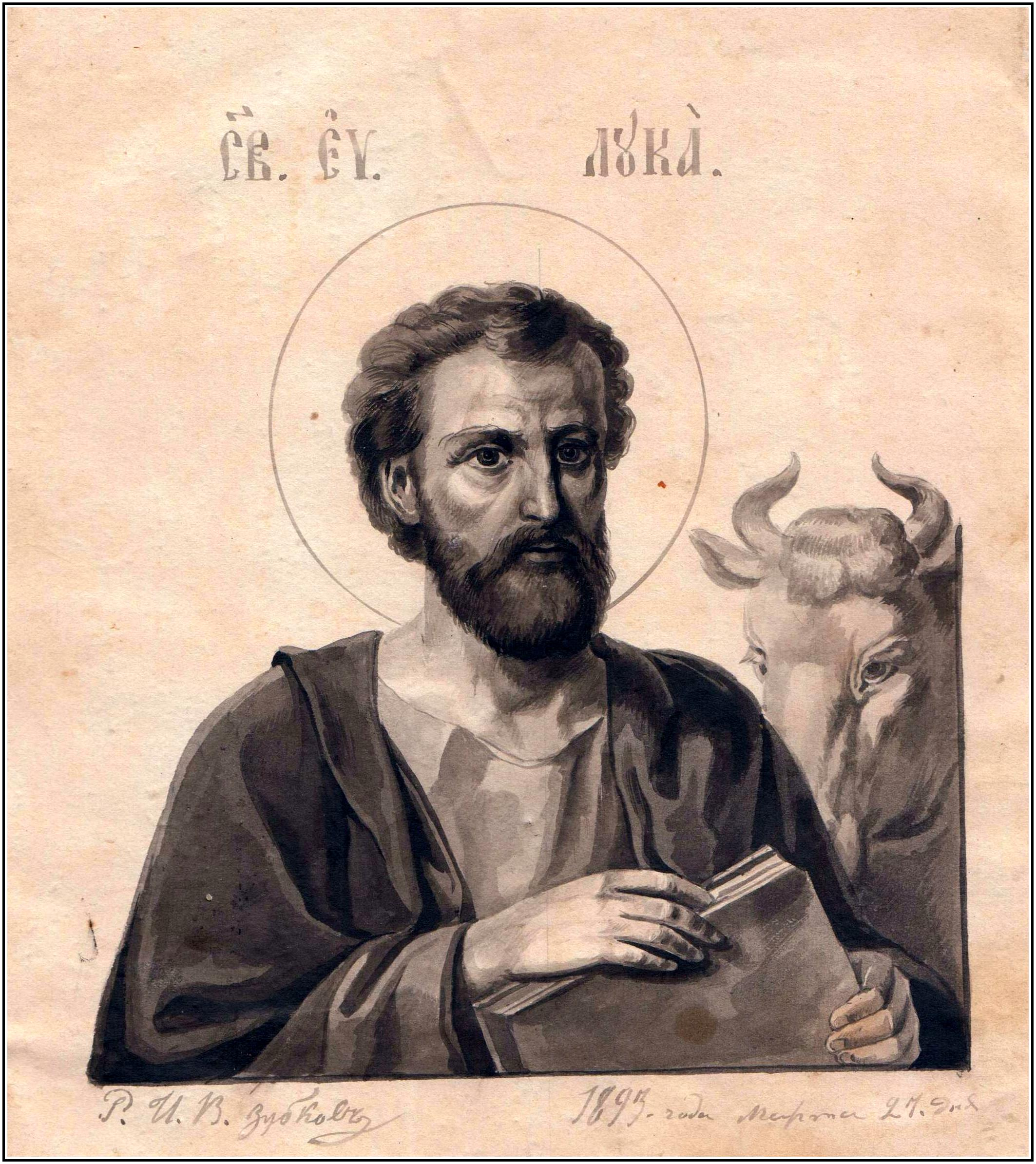
Святой Евангелист Лука, 1893.
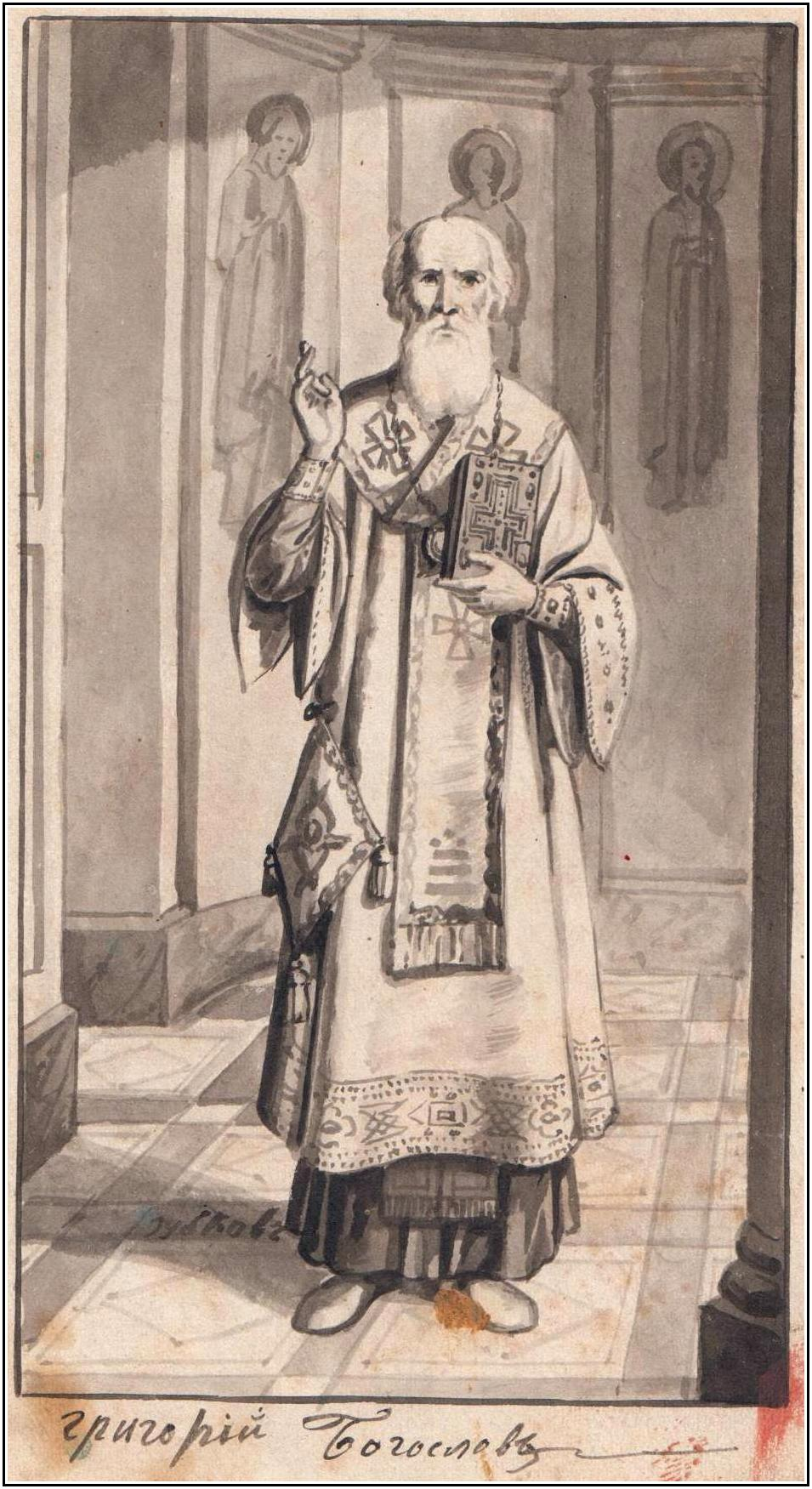
Григорий Богослов.